# Muursnavelmos
Muursnavelmos (Rhynchostegium murale) is een soort slaapmos uit het geslacht Rhynchostegium.

## Determinatie
Muursnavelmos vormt groene, bruingroene tot roodbruine matten. Zowel in vochtige als droge toestand is de plant dakpansgewijs, aanliggend bebladerd. De stengel wordt tot ± 5 cm lang. De bladvorm is eirond.

## Ecologie
Muursnavelmos groeit op min of meer permanent vochtige, kalkhoudende steen. Vaak betreft het verweerde muren, beton en mergel.

### Syntaxonomie
Muursnavelmos staat te boek als kensoort voor de muurvaren-klasse.